# Elezioni regionali in Molise del 2000
Le elezioni regionali in Molise del 2000 si tennero il 16 aprile; videro la vittoria del presidente uscente Giovanni Di Stasi, sostenuto dal centro-sinistra, che sconfisse il candidato della Casa delle Libertà, Angelo Michele Iorio.
Le elezioni furono annullate dal TAR del Molise essendosi verificate alcune irregolarità nella lista dei Verdi. Le nuove consultazioni ebbero luogo l'11 novembre 2001 e portarono alla vittoria lo stesso Iorio.

## Affluenza
Il corpo elettorale per le elezioni del 16 aprile 2000 risultava composto da 325.691 elettori. Alla chiusura dei seggi l'affluenza definitiva si è attestata al 67,34%, in calo rispetto al 1995 del 4,86%.
| Provincia  | Affluenza | Variazione |
| ---------- | --------- | ---------- |
| Molise     | 67,34%    | 4,86%      |
| Campobasso | 68,16%    | 4,70%      |
| Isernia    | 65,28%    | 5,24%      |

## Risultati
|                                                                 | Giovanni Di Stasi (Molise Democratico) ✔️ Presidente            | 101 295                                                         | 49,02 | Democratici di Sinistra             | 27 800  | 13,88 | 4  |  |  |
| I Democratici                                                   | Giovanni Di Stasi (Molise Democratico) ✔️ Presidente            | 101 295                                                         | 49,02 | 22 328                              | 11,15   | 3     |    |  |  |
| Partito Popolare Italiano                                       | Giovanni Di Stasi (Molise Democratico) ✔️ Presidente            | 101 295                                                         | 49,02 | 19 125                              | 9,55    | 2     |    |  |  |
| Unione Democratici per l'Europa                                 | Giovanni Di Stasi (Molise Democratico) ✔️ Presidente            | 101 295                                                         | 49,02 | 7 960                               | 3,98    | 1     |    |  |  |
| Socialisti Democratici Italiani                                 | Giovanni Di Stasi (Molise Democratico) ✔️ Presidente            | 101 295                                                         | 49,02 | 6 737                               | 3,36    | 1     |    |  |  |
| Partito della Rifondazione Comunista                            | Giovanni Di Stasi (Molise Democratico) ✔️ Presidente            | 101 295                                                         | 49,02 | 5 207                               | 2,60    | 1     |    |  |  |
| Partito dei Comunisti Italiani                                  | Giovanni Di Stasi (Molise Democratico) ✔️ Presidente            | 101 295                                                         | 49,02 | 4 515                               | 2,25    | –     |    |  |  |
| Federazione dei Verdi                                           | Giovanni Di Stasi (Molise Democratico) ✔️ Presidente            | 101 295                                                         | 49,02 | 2 187                               | 1,09    | –     |    |  |  |
| Seggi assegnati alla lista regionale                            | Seggi assegnati alla lista regionale                            | Seggi assegnati alla lista regionale                            | 49,02 | 6                                   |         |       |    |  |  |
|                                                                 | Angelo Michele Iorio (Per il Molise)                            | 100 365                                                         | 48,57 | Forza Italia                        | 39 015  | 19,49 | 5  |  |  |
| Alleanza Nazionale                                              | Angelo Michele Iorio (Per il Molise)                            | 100 365                                                         | 48,57 | 20 522                              | 10,25   | 2     |    |  |  |
| Centro Cristiano Democratico                                    | Angelo Michele Iorio (Per il Molise)                            | 100 365                                                         | 48,57 | 14 902                              | 7,44    | 2     |    |  |  |
| Cristiani Democratici Uniti                                     | Angelo Michele Iorio (Per il Molise)                            | 100 365                                                         | 48,57 | 13 461                              | 6,72    | 1     |    |  |  |
| Partito Socialista - Socialdemocrazia                           | Angelo Michele Iorio (Per il Molise)                            | 100 365                                                         | 48,57 | 6 108                               | 3,05    | 1     |    |  |  |
| Partito Popolare Progressista                                   | Angelo Michele Iorio (Per il Molise)                            | 100 365                                                         | 48,57 | 4 362                               | 2,18    | –     |    |  |  |
| Liberal Sgarbi - I Libertari                                    | Angelo Michele Iorio (Per il Molise)                            | 100 365                                                         | 48,57 | 2 484                               | 1,24    | –     |    |  |  |
| Seggio assegnato al candidato presidente classificatosi secondo | Seggio assegnato al candidato presidente classificatosi secondo | Seggio assegnato al candidato presidente classificatosi secondo | 48,57 | 1                                   |         |       |    |  |  |
|                                                                 | Saturnino Carrozzelli                                           | 2 797                                                           | 1,35  | Fiamma Tricolore - Fronte Nazionale | 2 113   | 1,06  | –  |  |  |
|                                                                 | Donato De Renzis                                                | 2 191                                                           | 1,06  | Lista Emma Bonino                   | 1 402   | 0,70  | –  |  |  |
| Totale                                                          | Totale                                                          | 206 648                                                         | 100   |                                     | 200 228 | 100   | 30 |  |  |
|                                                                 |                                                                 |                                                                 |       |                                     |         |       |    |  |  |
| Schede bianche                                                  | Schede bianche                                                  | 4 016                                                           | 1,83  |                                     |         |       |    |  |  |
| Schede nulle                                                    | Schede nulle                                                    | 12 671                                                          | 5,78  |                                     |         |       |    |  |  |
| Votanti                                                         | Votanti                                                         | 219 319                                                         | 67,34 |                                     |         |       |    |  |  |
| Elettori                                                        | Elettori                                                        | 325 691                                                         |       |                                     |         |       |    |  |  |
|                                                                 |                                                                 |                                                                 |       |                                     |         |       |    |  |  |
| Fonte: Ministero dell'interno                                   |                                                                 |                                                                 |       |                                     |         |       |    |  |  |

## Consiglieri eletti
| Collegio           | Lista                                 | Eletto                         | Preferenze |
| ------------------ | ------------------------------------- | ------------------------------ | ---------- |
| Collegio regionale | Molise Democratico                    | Giovanni Di Stasi              |            |
| Collegio regionale | Molise Democratico                    | Marcello Palmieri              |            |
| Collegio regionale | Molise Democratico                    | Francesco Cocco                |            |
| Collegio regionale | Molise Democratico                    | Franco Capone                  |            |
| Collegio regionale | Molise Democratico                    | Domenico Porfido               |            |
| Collegio regionale | Molise Democratico                    | Antonietta Caccia              |            |
| Collegio regionale | Per il Molise                         | Angelo Michele Iorio           |            |
| Campobasso         | Democratici di Sinistra               | Nicolino D'Ascanio             | 2.122      |
| Campobasso         | Democratici di Sinistra               | Antonio D'Ambrosio             | 1.852      |
| Campobasso         | Democratici di Sinistra               | Pasquale Di Lena               | 1.759      |
| Campobasso         | I Democratici                         | Francesco Totaro               | 1.608      |
| Campobasso         | I Democratici                         | Angelo Colaneri                | 1.501      |
| Campobasso         | Partito Popolare Italiano             | Roberto Ruta                   | 4.516      |
| Campobasso         | Partito Popolare Italiano             | Giuseppe Astore                | 2.354      |
| Campobasso         | Unione Democratici per l'Europa       | Luigi detto Gino Di Bartolomeo | 1.457      |
| Campobasso         | Partito della Rifondazione Comunista  | Italo Di Sabato                | 759        |
| Campobasso         | Socialisti Democratici Italiani       | Tullio Farina                  | 1.028      |
| Campobasso         | Forza Italia                          | Rosario De Matteis             | 2.744      |
| Campobasso         | Forza Italia                          | Sabrina De Camillis            | 2.706      |
| Campobasso         | Forza Italia                          | Basso detto Antonio Di Brino   | 1.891      |
| Campobasso         | Alleanza Nazionale                    | Angiolina Fusco Perrella       | 1.714      |
| Campobasso         | Centro Cristiano Democratico          | Angelo Pio Romano              | 1.392      |
| Campobasso         | Cristiani Democratici Uniti           | Remo Di Giandomenico           | 2.005      |
| Campobasso         | Partito Socialista - Socialdemocrazia | Carlo Luigi Nicola Scasserra   | 988        |
| Isernia            | Forza Italia                          | Aldo Patriciello               | 5.032      |
| Isernia            | Forza Italia                          | Alfredo D'Ambrosio             | 2.897      |
| Isernia            | Alleanza Nazionale                    | Filoteo Di Sandro              | 1.869      |
| Isernia            | Centro Cristiano Democratico          | Enrico Santoro                 | 1.109      |
| Isernia            | Democratici di Sinistra               | Candido Paglione               | 1.474      |
| Isernia            | I Democratici                         | Rossana Di Pilla               | 1.288      |